# Hockey Club Orcières 1850
Le Hockey Club Orcières 1850, connu également sous le nom des Griffes de l’ours d’Orcières, est un club de hockey sur glace situé à Orcières 1850, qui est une station de sports d'hiver de la commune d’Orcières dans les Hautes-Alpes.
Le club est créé pour la rentrée 2012 et engage une équipe sénior au quatrième niveau national appelé Division 3 (Groupe D). Celle-ci se compose de hockeyeurs provenant de l’ancienne formation des « Gaulois de Briançon » ayant évolué lors des deux saisons précédentes (2010-2011 et 2011-2012) et ayant accédé aux phases finales à chaque fois. S’associe à cette composition des jeunes issus du centre de formation des Rapaces de Gap.
Le surnom des « Griffes de l’ours » fait référence à l'étymologie de la commune d’Orcières, qui doit son nom à la tanière de l’ours.

## Les logos

Version scripturale du logo des Griffes de l’ours